# وای! کشتی رفت…
وای! کشتی رفت... (انگلیسی: Ooops! Noah Is Gone...) یک پویانمایی رایانه‌ای سه‌بعدی در سبک ماجراجویی-کمدی است که در سال ۲۰۱۵ میلادی منتشر شد. کارگردانی این فیلم برعهده «توبی گنکال» و «شان مک کورمک» بوده است. در این فیلم صداپیشگانی چون پاتریک باخ، ایمی گرنت، کاتیا ریمان، و مارتین شین به جای شخصیت‌های اصلی صحبت کرده‌اند.

## خلاصه داستان
داستان از جایی شروع می‌شود که پایان جهان نزدیک است و یک سیل عظیم و مهلک در راه است. در چنین شرایطی گروهی از حیوانات شروع به ساختن یک قایق می‌کنند تا بتوانند خود و دوستانشان را از این مهلکه نجات دهند. در ادامه پس از سوار شدن در این قایق بزرگ، حیوانات با مشکلات جدیدی مواجه می‌شوند، گروهی از حیوانات بزرگ‌تر و خطرناک‌تر، شروع به کشیدن نقشه‌های شومی برای آنها می‌کنند و…